# Kenmet (ägyptische Mythologie)
Kenmet (auch Kenmut, Chnoubis, Chnoumis, Chnouphis, Knuphis) ist als altägyptische Schlangengottheit des Himmels erstmals in den Sargtexten des Mittleren Reiches sowie den zugehörigen Diagonalsternuhren belegt. Zugleich tritt Kenmet im Nutbuch als gleichnamiger Dekan Kenmet in der Funktion des für die Nilschwemme verantwortlichen Sternbildes auf.
Die in der Sekundärliteratur öfter hergestellte Verbindung der Namen Chnoubis, Chnoumis (und ähnlich) mit der Gottheit Chnum ist nicht haltbar, da beispielsweise das auf Gemmen vorkommende sogenannte Chnouphiszeichen dem Dekan Kenmet zuzuordnen ist.

## Hintergrund

### Darstellungen und Funktionen

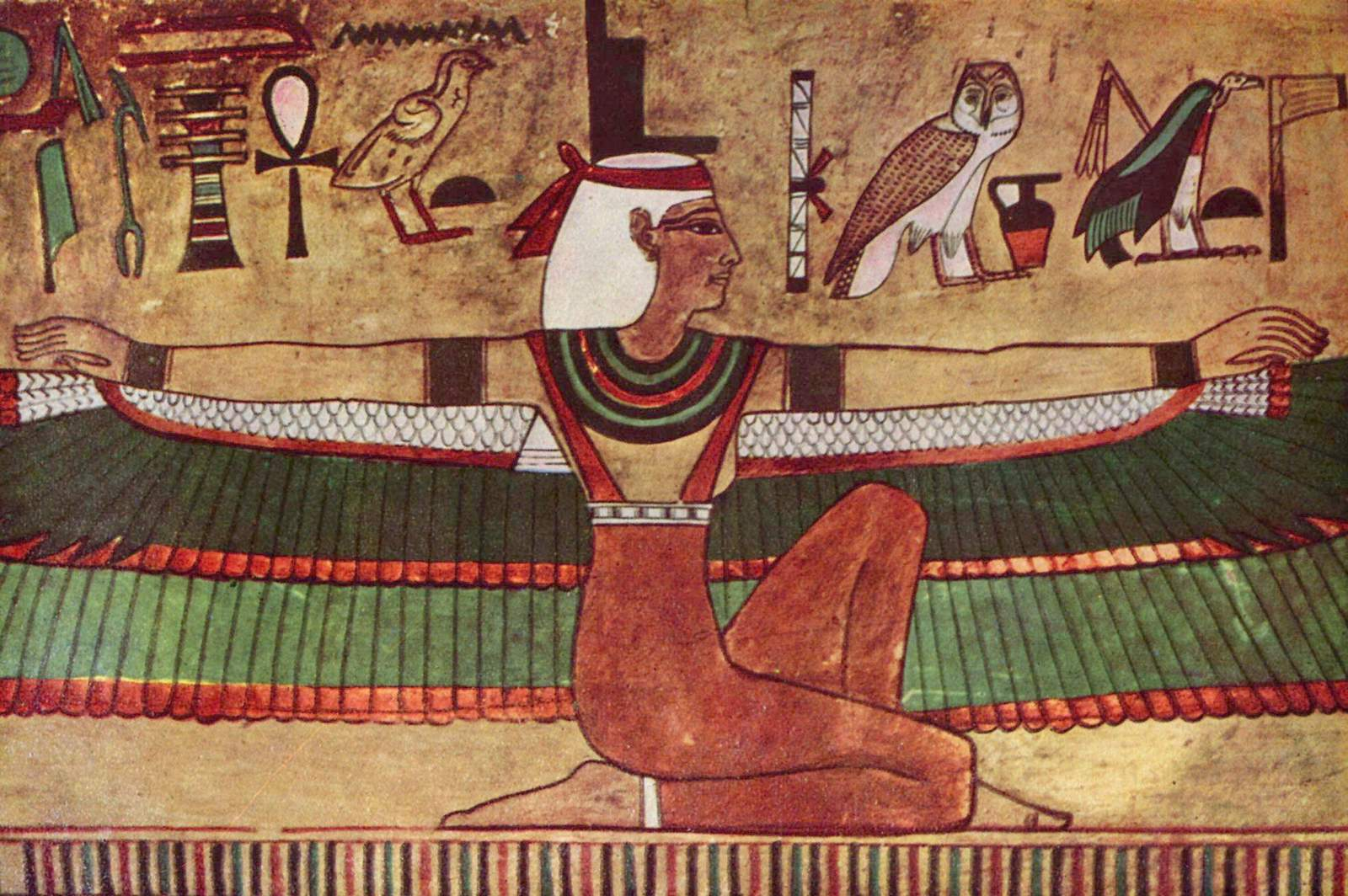
Darstellung der Isis im Neuen Reich

Im Mittleren Reich ist Kenmet ikonografisch sowohl als aufgerichtete Schlange dargestellt, die von drei kleineren Schlangen gekreuzt wird, wie auch als Schlange mit Falken- oder Menschenkopf. Gleichzeitig verkörpert Kenmet die Eigenschaften eines Widders (Ba), des Re und der Isis.
Während der dritten Zwischenzeit verehrt Kenmet die Tätigkeiten des Amun-Re im Zusammenhang seiner Erscheinungsform als Re-Harachte, Harachte, Chepri, Atum und Harmachis.
In der griechisch-römischen Zeit wird Kenmets Funktion der Isis mit den Charaktereigenschaften der Sopdet als Trägerin vom Auge des Re gleichgesetzt.

### Mythologische Aspekte
Im Neuen Reich stellt Kenmet mit den zwei himmlischen Schildkröten das Leben des Horus dar. Kenmet ist die Gottheit, die am 15. Achet IV auszieht, um die Zeit des Osiris zu bringen (Jahreszeit Oktober).
In der griechisch-römischen Zeit verkörperte Kenmet als Horus von Letopolis (Hem, nordwestlich von Memphis) die Zeit der Aussaat, weshalb Kenmet im Opferkult auch als Empfänger genannt wurde. Ergänzend war Kenmet in dieser Epoche Chronokrat der ersten Nachtstunde und stand als Ausgerüsteter an der Spitze der göttlichen Sterne bei ihrem Umlauf.